# Jacob Maurits Carel van Utenhove van Heemstede
Jacob Maurits Carel van Utenhove van Heemstede (* 26. Juli 1773 in Utrecht; † 9. Januar 1836 in Lienden) war ein niederländischer Astronom und Politiker.

## Leben
Van Utenhove studierte kurzzeitig Jura, griechische und römische Literatur an der Hogeschool Utrecht und wandte sich dann der Astronomie und Mathematik zu. Er wurde Astronom und Meteorologe am Utrechter Observatorium, wo er sich unter anderem mit der Berechnung von Planetenbahnen und der Ortsbestimmung auf der Erde beschäftigte. Nach seiner Tätigkeit am Observatorium wurde er Mitglied der Utrechter Provinciale Staten. Vom 20. Oktober 1818 bis zum 18. Oktober 1830 gehörte er der Zweiten Kammer der Generalstaaten an und unterstützte die Politik von König Wilhelm I. 
Neben seiner Tätigkeit als Abgeordneter war er auch in der Verwaltung der Provinzen und des Wasserwirtschaftsamtes tätig.
Er trug eine umfangreiche Bibliothek zusammen, insbesondere auf den Gebieten der Mathematik, Physik und Astronomie. Nach seinem Tod schenkte seine Witwe 1837 die Bibliothek der Universität Utrecht unter der Bedingung, dass diese zusammenbleibt und nicht geteilt wird. 
1809 wurde van Utenhove zum korrespondierenden und 1830 zum ordentlichen Mitglied der Königlich Niederländischen Akademie der Wissenschaften (damals Koninklijk Instituut) gewählt. Seit November 1818 war er Mitglied der Académie royale des Sciences, des Lettres et des Beaux-Arts de Belgique (Classe des Sciences).